# Juha Väätäinen
Juha Väätäinen (ur. 12 lipca 1941 w Oulu) – fiński lekkoatleta, specjalista biegów długodystansowych, dwukrotny mistrz Europy. Poseł do Eduskunty.

## Życiorys

### Kariera sportowa
Karierę sportową rozpoczął jako płotkarz (mistrz Finlandii juniorów w biegu na 400 metrów przez płotki w 1960). Później jego główną konkurencją stał się bieg na 800 metrów. Był w niej mistrzem Finlandii w 1965 i 1967. Zwyciężył na tym dystansie w mistrzostwach krajów nordyckich w 1965 w Helsinkach.
Od 1969 zaczął specjalizować się w biegach na długich dystansach. W zimie trenował w Brazylii, przebiegając ponad 1000 kilometrów miesięcznie.
Na mistrzostwach Europy w 1971 w Helsinkach zdobył złote medale, najpierw w  biegu na 10 000 metrów (po trudnej walce z obrońcą tytułu Jürgenem Haase z NRD), a cztery dni później w biegu na 5000 metrów. W obu biegach ustanowił rekordy mistrzostw Europy i rekordy Finlandii. W rankingu pisma „Track & Field News” zajął 1. miejsce w 1971 na obu tych dystansach. Został wybrany „Sportowcem Roku 1971” w Finlandii.
Trenując przed igrzyskami olimpijskimi w 1972 w Monachium, zachorował na rwę kulszową. Na igrzyskach wystąpił tylko w biegu na 5000 metrów. Awansował do finału, w którym zajął 13. miejsce. Trzy dni po biegu finałowym, 13 września 1972 w Rzymie, ustanowił swój rekord życiowy na tym dystansie z czasem 13:28,4.
Juha Väätäinen był mistrzem Finlandii w biegu na 800 m w 1965 i 1967, na 5000 m w 1972 i na 10 000 m w 1971. Wielokrotnie reprezentował swój kraj w meczach międzypaństwowych (4 zwycięstwa indywidualne).
Trzykrotnie poprawiał rekord Finlandii w biegu na 10 000 m do wyniku 27:52,78 (10 sierpnia 1971 w Helsinkach), a raz w biegu na 5000 m (13:32,48 14 sierpnia 1971 w Helsinkach).
Rekordy życiowe:
- bieg na 3000 metrów  – 7:53,4 (17 września 1972, Malmö),
- bieg na 5000 metrów – 13:28,4 (13 września 1972, Rzym),
- bieg na 10 000 metrów – 27:53,36 (10 sierpnia 1971, Helsinki).

### Działalność zawodowa i polityczna
Juha Väätäinen w 1961 zdał egzamin maturalny. Studiował nauczanie początkowe na Uniwersytecie w Oulu (1964–1968). W późniejszych latach kształcił się również na studiach podyplomowych m.in. na Uniwersytecie Helsińskim oraz w szkole artystycznej. W drugiej połowie lat 60. był zatrudniony jako nauczyciel. W różnych okresach pracował m.in. jako dziennikarz, reporter, konsultant. Był także trenerem chodu sportowego i biegów długich w ramach fińskiej federacji lekkoatletyki. Od 2002 zajmował się malarstwem.
W wyborach w 2011 uzyskał mandat posła do Eduskunty z ramienia partii Prawdziwych Finów. W fińskim parlamencie zasiadał do 2015.